# Wolf von Lojewski

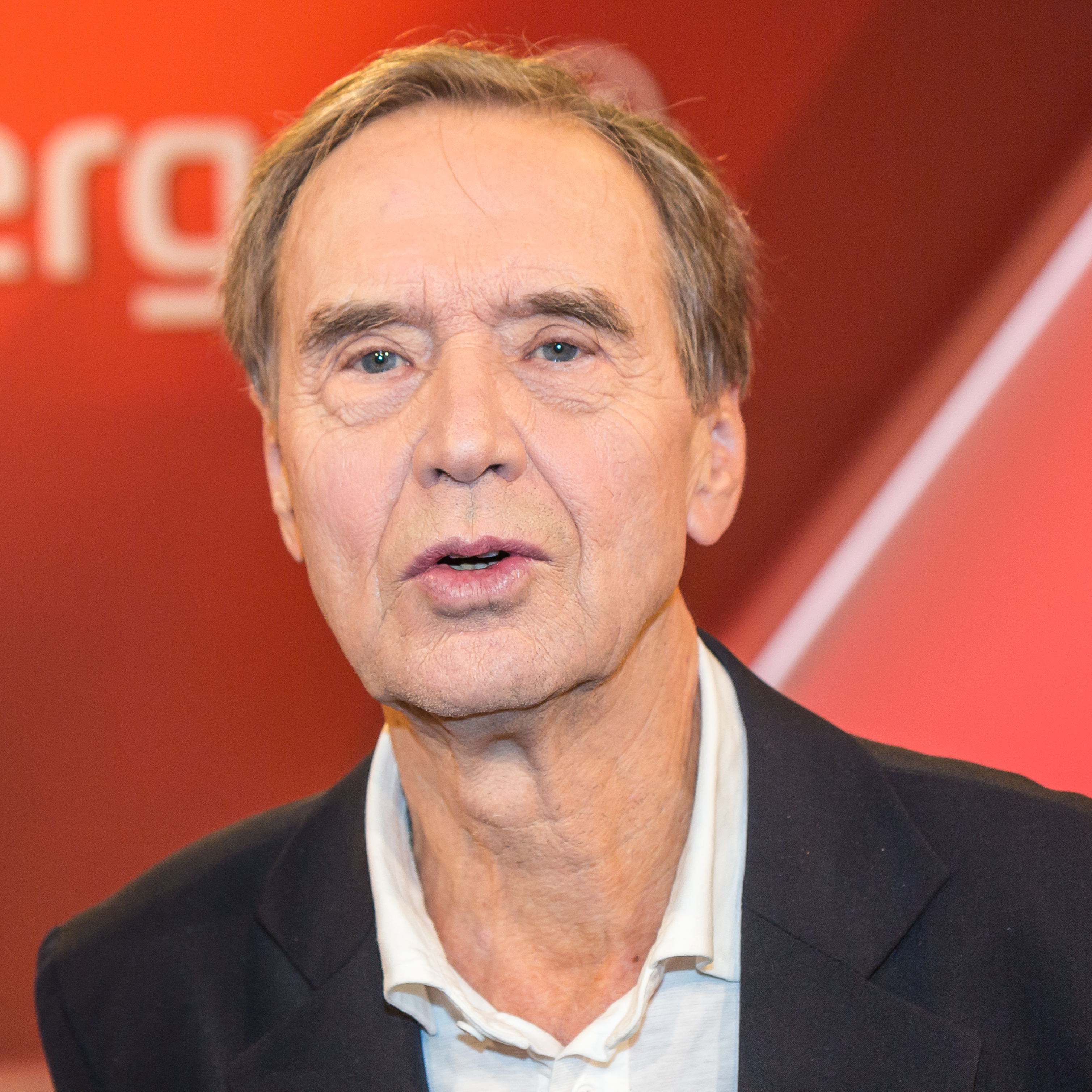
Wolf von Lojewski, 2016

Wolf von Lojewski (* 4. Juli 1937 in Berlin) ist ein deutscher Fernsehjournalist und Sachbuchautor. Bekannt wurde er als langjähriger Moderator des heute-journals im ZDF, das er von 1992 bis 2003 präsentierte.

## Leben und Wirken
Als Sohn des Redakteurs und Autors Erich von Lojewski (1909–1970) und dessen Frau Ruth Ursula, geb. Erdmann (1915–1998), wuchs Lojewski von 1937 bis Januar 1945 in Ostpreußen auf, wo seine Familie mütterlicherseits ein großes Gut in Posegnick besaß. Nach der Vertreibung durch die Rote Armee lebte er in Altenbruch bei Cuxhaven und Kiel, wo er bis 1957 die Kieler Gelehrtenschule besuchte. Nach dem Abitur trat er am 1. April 1957 als einer der ersten Rekruten in die Bundeswehr ein und diente in der Graf-Goltz-Kaserne in Hamburg-Rahlstedt, wo er als Leutnant ausschied. Später studierte er Jura und legte 1966 das erste juristische Staatsexamen ab. Er sammelte journalistische Erfahrungen als Chefredakteur der Studentenzeitung Die Skizze und bei den Kieler Nachrichten.

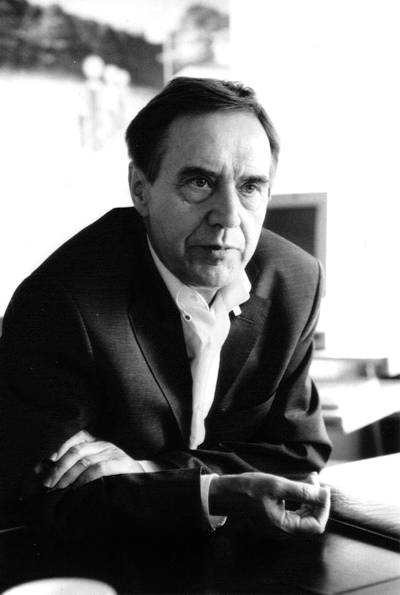
Wolf von Lojewski

### Arbeit für die ARD
Seine Fernsehkarriere begann Wolf von Lojewski mit Berichten und Moderationen für das Fernseh-Regionalprogramm des NDR. Dort war er 1976 auch einer der Mitbegründer des Satiremagazins extra 3.
Für die ARD war er von 1971 bis 1974, also in den Jahren des Vietnamkrieges und der Watergate-Affäre, als US-Korrespondent in Washington. Danach übernahm er die Moderation des Weltspiegels und der Tagesthemen. Ab 1982 war er für die Dokumentarserie Rund um Big Ben in Großbritannien tätig. Zwischen 1987 und 1991 ging er erneut als Korrespondent nach Washington und berichtete u. a. über den Irakkrieg.

### Wechsel zum ZDF
Als Nachfolger von Ruprecht Eser übernahm von Lojewski die Leitung und Moderation des heute-journal im ZDF vom 1. März 1992 bis zum 2. Januar 2003. Nachdem er über viele Jahre Anchorman der Sendung war, übernahm Claus Kleber diese Position.
Vom 19. März 2003 bis zum 14. Dezember 2005 moderierte er die Sendung Abenteuer Wissen. Zwischen 2003 und 2009 drehte von Lojewski außerdem mehrere Dokumentarfilme für das ZDF.

### Gesellschaftliches Engagement
Wolf von Lojewski engagiert sich als Förderer des Bundesverbandes Herzkranke Kinder. Er ist seit 1963 Mitglied der Sozialdemokratischen Partei Deutschlands (SPD) und war von 1996 bis 2008 Mitglied im Präsidium des Deutschen Evangelischen Kirchentages.

### Arbeit als Buchautor
Wolf von Lojewski veröffentlichte mehrere Bücher. Die meisten beschäftigen sich mit seiner Arbeit als Journalist und Korrespondent in den USA und Großbritannien (Amerika – Der Traum vom neuen Leben und Die Briten sind anders – Erfahrungen rund um Big Ben) sowie seiner Heimat, dem ehemaligen Ostpreußen (Meine Heimat, deine Heimat – Begegnungen in Ostpreußen und Live dabei – Erinnerungen eines Journalisten); er veröffentlichte aber auch einen Roman (Noahs Club) und ein Buch über seine bibliophile Sammelleidenschaft, die Schedelsche Weltchronik (Verstreute Blätter).

## Privatleben
Er ist verheiratet und lebt in der Nähe von Wiesbaden.

## Auszeichnungen
- 1983: Goldener Gong für seine Reportage Rund um Big Ben
- 1994: Goldene Kamera
- 1995: Telestar Beste Moderation Dokumentation/Nachrichten für das heute-journal
- 1999: Hanns-Joachim-Friedrichs-Preis[8]
- 2003: Carl-Zuckmayer-Medaille
- 2004: Benennung des Asteroiden (14412) Wolflojewski nach ihm
- 2008: Bayerischer Fernsehpreis für Meine Heimat – Deine Heimat. Mit Wolf von Lojewski durch Ostpreußen[9]

## Werke

### Schriften
- als Hrsg.: Jesus People oder die Religion der Kinder. Claudius Verlag, München 1972, ISBN 3-532-61803-6.
- Die Briten sind anders. Erfahrungen rund um Big Ben. Hoffmann und Campe, Hamburg 1988, ISBN 3-455-08283-1.

(Überarbeitete Taschenbuchausgabe, ISBN 3-453-05111-4)
- Amerika. Der Traum vom neuen Leben. Hoffmann und Campe, Hamburg 1991, ISBN 3-455-08423-0.

(Aktualisierte Taschenbuchausgabe, ISBN 3-453-16512-8)
- Noahs Club. Roman. Hoffmann und Campe, Hamburg 1998, ISBN 3-455-04508-1.
- Live dabei. Erinnerungen eines Journalisten. Autobiografie. Bastei Lübbe, Bergisch Gladbach 2001, ISBN 3-404-61513-1.

(Aktualisierte Taschenbuchausgabe, ISBN 3-404-61513-1)
- als Hrsg.: Die Flut. (Gemeinschaftsproduktion des ZDF-Heute-Journal). Ullstein, München 2002, ISBN 3-550-07562-6.
- Der schöne Schein der Wahrheit. Politiker, Journalisten und der Umgang mit den Medien. Lübbe, Bergisch Gladbach 2006, ISBN 3-7857-2147-1.
- als Hrsg.: Weihnachtsgeschichten aus Masuren. Gütersloher Verlagshaus, Gütersloh 2007, ISBN 978-3-579-07215-9.
- Meine Heimat, deine Heimat. Begegnungen in Ostpreußen. Bastei Lübbe, Bergisch Gladbach 2009, ISBN 978-3-7857-2383-8.
- mit Joachim Knobloch: Im Flug über Schleswig-Holstein. Hinstorff Verlag, Rostock 2012, ISBN 978-3-356-01512-6.
- Verstreute Blätter. Scattered Leaves. ASKU-Presse, Bad Nauheim, 2020, ISBN 978-3-930994-33-5.

### Dokumentarfilme
- Masuren – Eine Reise mit Wolf von Lojewski (2003)

Teil 1: In der fernen Heimat
Teil 2: Im russischen Grenzland
- Zug der Träume – Mit Wolf von Lojewski durch Australien (2005)[10]

Teil 1: Auf der Route der Kamele
Teil 2: Nach Darwin – 1000 Meilen geradeaus
- Namibia – Was heißt denn hier deutsch? (2006).
- Meine Heimat – Deine Heimat: Mit Wolf von Lojewski durch Ostpreußen (2008)

Teil 1: Suleyken gibt es wirklich
Teil 2: Kaliningrader Klopse
- Index – Die schwarze Liste des Vatikan (zweiteilige Dokumentation, 2009).

## Verwandtschaften
Wolf von Lojewski ist nicht näher verwandt mit dem Journalisten und Ex-Intendanten Günther von Lojewski und der Journalistin und Moderatorin Britta von Lojewski.